# Louis Ricquier

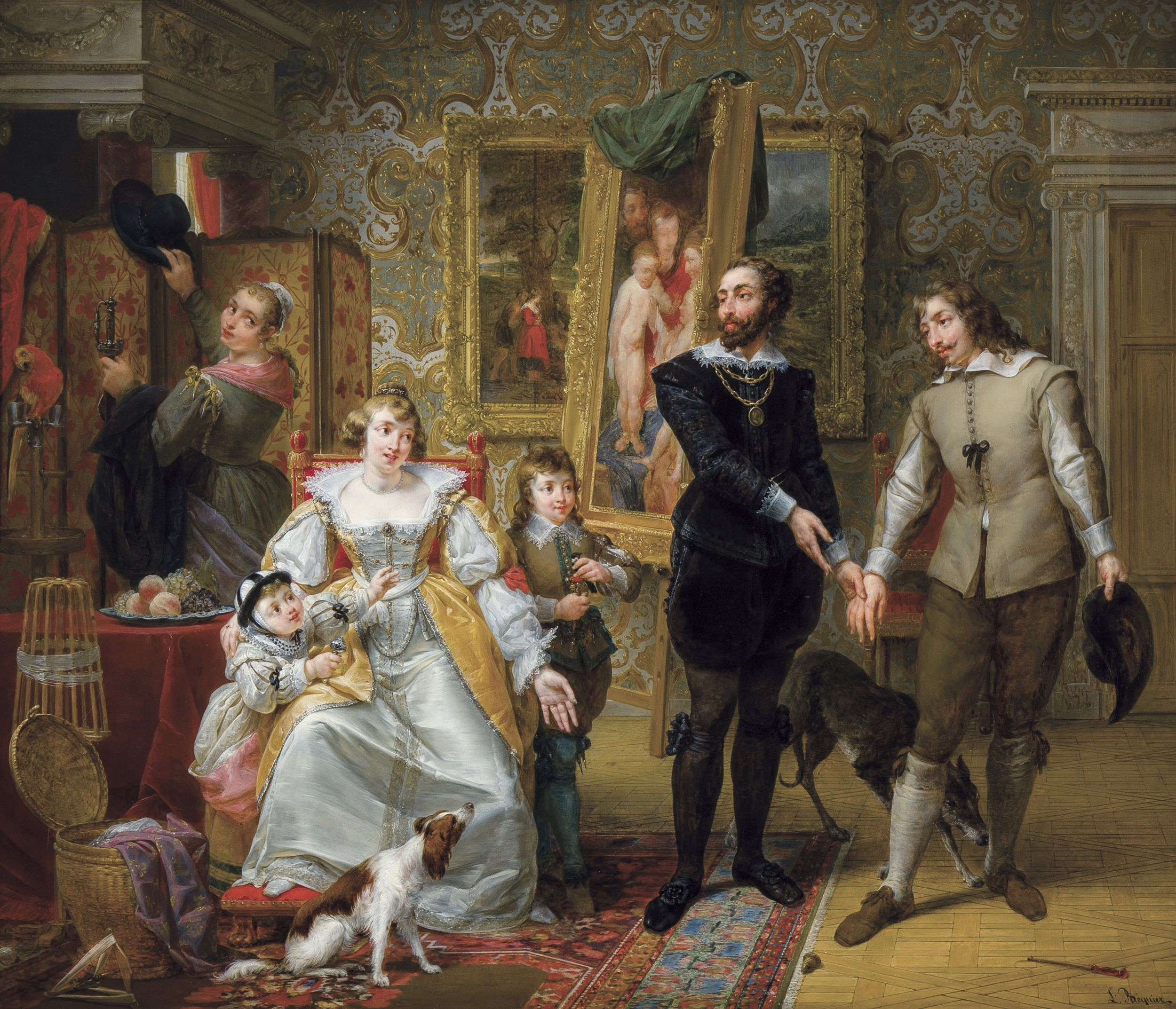
Anthony Van Dyck besucht Peter Paul Rubens und seine Familie

Louis Ricquier (* 17. August 1792 in Antwerpen; † 18. April 1884 in Paris) war ein belgischer Historien- und Genremaler sowie Porträtist und Kunstpädagoge.
Ricquier studierte an der Académie royale des beaux-arts d’Anvers bei Mathieu Ignace van Brée. Danach war er gemeinsam mit Philippe Jacques van Bree zuerst in Paris, und von 1816 bis 1819 in Italien tätig. Er verbrachte danach einige Jahre in Antwerpen, ließ sich 1840 dauerhaft in Paris nieder und leitete dort ein Atelier, in dem er viele Schüler unterrichtete.
Zwischen 1832 und 1842 besuchte er mehrmals Italien. Er heiratete die Tochter von Mathieu Ignace van Brée und nahm regelmäßig auf belgischen und Pariser Salons teil.